# Zagreda, Danilovgrad
Zagreda este un sat din comuna Danilovgrad, Muntenegru. Conform datelor de la recensământul din 2003, localitatea are 221 de locuitori (la recensământul din 1991 erau 178 de locuitori).

## Demografie
În satul Zagreda locuiesc 172 de persoane adulte, iar vârsta medie a populației este de 39,1 de ani (37,8 la bărbați și 40,3 la femei). În localitate sunt 67 de gospodării, iar numărul mediu de membri în gospodărie este de 3,30.
|  |

| Demografie | Demografie | Demografie |
| An         | Locuitori  | Locuitori  |
| ---------- | ---------- | ---------- |
|            |            |            |
|            |            |            |
|            |            |            |
|            |            |            |
| 1948       | 335        |            |
| 1953       | 374        |            |
| 1961       | 328        |            |
| 1971       | 318        |            |
| 1981       | 288        |            |
| 1991       | 178        | 172        |
| 2003       | 221        | 221        |

| \| Componența etnică conform recensământului din 2003[2] \| Componența etnică conform recensământului din 2003[2] \| Componența etnică conform recensământului din 2003[2] \| Componența etnică conform recensământului din 2003[2] \| Componența etnică conform recensământului din 2003[2] \| \| ----------------------------------------------------- \| ----------------------------------------------------- \| ----------------------------------------------------- \| ----------------------------------------------------- \| ----------------------------------------------------- \| \| \| \| \| \| \| \| Muntenegreni \| Muntenegreni \| \| 201 \| 90,95% \| \| Sârbi \| Sârbi \| \| 16 \| 7,23% \| \| necunoscută \| necunoscută \| \| 0 \| 0% \| |              |  |     |        |
| Componența etnică conform recensământului din 2003 |              |  |     |        |
| |              |  |     |        |
| Muntenegreni | Muntenegreni |  | 201 | 90,95% |
| Sârbi | Sârbi        |  | 16  | 7,23%  |
| necunoscută | necunoscută  |  | 0   | 0%     |